# Serge Charchoune
Serge Charchoune (también transcrito como Sergey Sharshun, en ruso: Сергей Иванович Шаршун) (4 de agosto de 1888, Buguruslan, Rusia - 24 de noviembre de 1975, Villeneuve-Saint-Georges) fue un pintor ruso y el primer poeta dadaísta de este país. Vivió una gran parte de su vida en Francia, donde falleció.

## Biografía

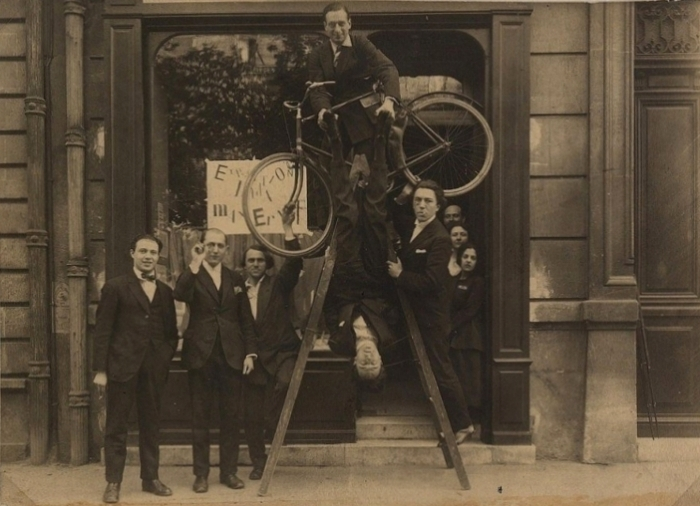
Exposición de Max Ernst, París, 1921. De izquierda a derecha: René Hilsum, Benjamin Péret, Serge Charchoune, Philippe Soupault en lo alto de la escalera con una bicicleta bajo el brazo, Jacques Rigaut (boca abajo), André Breton y Simone Kahn.

Desde su infancia, se sintió atraído por las artes. Tras no poder acceder a la Escuela de Bellas Artes de Kazan, su padre lo inscribió en diferentes academias en Moscú, donde descubrió el arte impresionista en la Galería Tretiakov. Fue reclutado en 1910, por el ejército ruso, del que desertó en 1912 y tras atravesar Europa, llegó a París donde se estableció. Allí conoció el movimiento cubista de la mano de Henri Le Fauconnier en la academia La Palette.
Durante la Primera Guerra Mundial se refugió en Barcelona con su compañera, Helena Grünhof. En la capital catalana, expuso en la Galerías Dalmau y conoció a los pintores Albert Gleizes, Marie Laurencin y Francis Picabia. Este último lo puso en contacto con el dadaísmo. En París, asistió a las reuniones de este movimiento en el café Certá y participó en las manifestaciones dadaístas, como el denominado "juicio de Barrès" organizado por André Breton. Fue el fundador del grupo dadaísta "Palata poetov" y en 1921 escribió Foule immobile: poème, que fue su contribución más significativa al movimiento. Expuso en la Galería Montaigne en una muestra organizada por Tristan Tzara. 
En 1922, tras de la Revolución de Octubre, tuvo intención de regresar a la Unión Soviética, fue a Berlín, donde expuso en la galería Der Sturm y trató de obtener un visado de entrada a la URSS, pero el relato de algunos artistas decepcionados con el régimen soviético le hicieron renunciar a su proyecto y volver a París.
Entre 1930 y 1950, Charchoune experimentó con el arte abstracto y figurativo, a menudo mezclando ambas. Su estilo, tal como lo describe el artista y crítico británico Merlin James, era una abstracción "alternativa" en comparación con muchos de sus contemporáneos. Charchoune se inspiró para sus obras en la música de compositores clásicos como Bach y Chaikovski.